# Catedral metropolitana de Durango
La Catedral Basílica Menor de la Inmaculada Concepción, pertenece a la arquidiócesis de Durango. Se ubica en el centro histórico de la ciudad de Victoria de Durango, frente a la Plaza de Armas. Es la representación arquitectónica más importante del estado, y una de las edificaciones más bellas del norte del país. Ocupa el lugar de la antigua parroquia de la Asunción.

## Historia
Anterior a la construcción, en el mismo lugar, se había levantado la antigua parroquia de la Asunción, la cual después de haber sido nombrada catedral en el año de 1620 con motivo de la creación del Obispado de Durango por bula de Su Santidad Paulo V, es destruida por un incendio. En 1635 se había comenzado a levantar la segunda catedral, la cual se vio afectada por el exceso de humedad y tuvo que ser derruida.
La actual construcción, que es la que conocemos, se levantó hacia 1695, y es obra del arquitecto Mateo Nuñez. La obra se terminó parcialmente en 1713, pero se dio por terminada de manera formal en 1844, con la finalización de la decoración interior y los altares.  y  también  los  monumentos  ya  conocidos  dentro  de la catedral

## El edificio
Consta de cinco naves, divididas en la principal, al centro, dos laterales y dos que ocupan las capillas. Al centro del crucero se levanta la cúpula principal.

### La portada principal

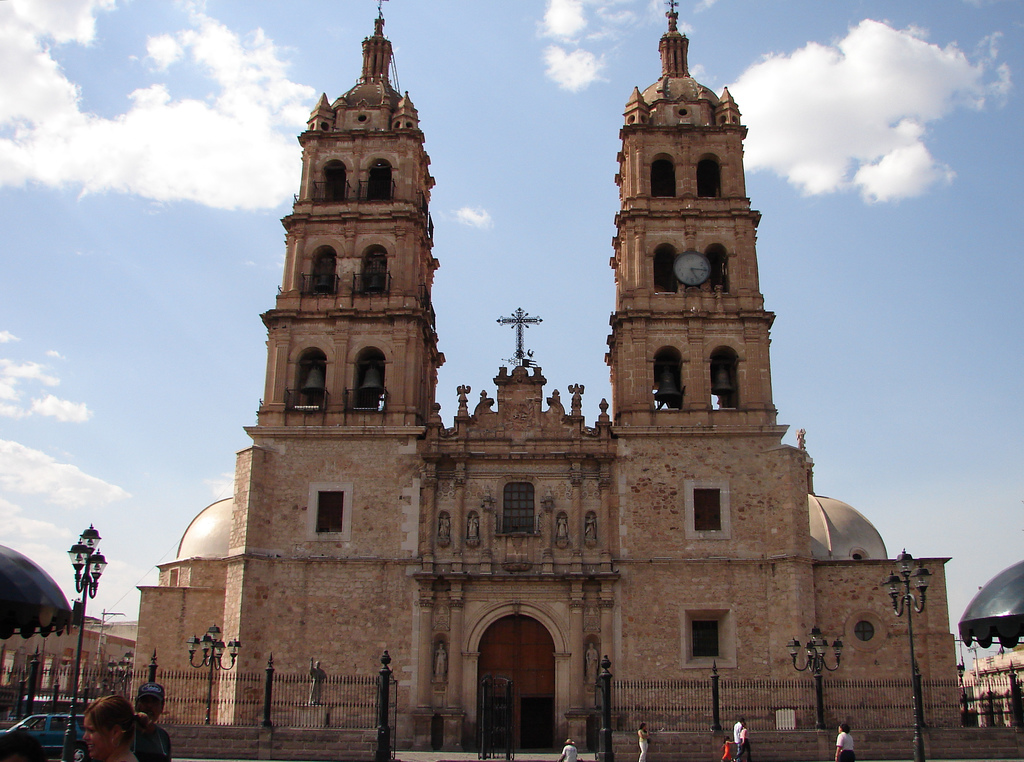
Vista de la catedral de Durango.

De sobrio estilo barroco, dos cuerpos y remate, con columnas corintias estriadas en el primer cuerpo, salomónicas en los segundo. El primero cuenta con tres calles, las que están entre columnas albergan en sus nichos las imágenes de San Pedro y San Pablo, El arco principal de acceso es de medio punto. El segundo cuerpo presenta columnas salomónicas decoradas, en total seis, las dos centrales y separadas por la ventana del coro, se ven interrumpidas las cuatro calles restantes en sus nichos contienen imágenes de santos. El remato posee monogramas de la virgen María; este está coronado por una cruz de hierro forjado.
Enmarcan la portada principal, dos torres de tres cuerpos.

### Las portadas laterales
Dos en total. De dos cuerpos y tres calles, con columnas salomónicas y una profusa decoración de motivos vegetales en toda la cantera.

### El interior
Presenta una decoración que evoca motivos bizantinos en el decorado y los frescos, así como en la cúpula, éste le fue aplicado a comienzos del siglo XX.
El altar mayor lo conforma un ciprés de estilo neoclásico, el cual resguarda la bella imagen de la Inmaculada Concepción, talla estofada y policromada del siglo XVIII.
El resto de los altares presenta imágenes de buena calidad.[cita requerida]

#### La sillería del coro
Ubicado en el ábside del templo, detrás del ciprés, se encuentra el coro, hermosamente tallado en madera de caoba, estofada y policromada. Data del Siglo XVIII. Tiene 25 sillas altas y 18 bajas. Al centro se encuentra el facistol.